# Antigua hacienda de Exquitlán
La Antigua Hacienda de Exquitlan se ubica en las afueras de la ciudad de Tulancingo en el estado de Hidalgo, con dirección al municipio de Cuautepec de Hinojosa, cerca del Panteón Municipal San Miguel y la Capilla de la Expiración;fue construida por orden del señor Pánfilo García Otamendi con una notable decoración art noveau y que data del siglo XX.

## Historia
Fue inaugurada en el año de 1908 y su construcción inició en 1868, esto se sabe gracias a las inscripciones que tiene la casona tanto en el dintel de la puerta y en una jarrón que se encuentra en el jardín de frontal. La construcción inicio con la edificación de la capilla, ya que era un requisito que debían cumplir las haciendas debido a la influencia católica en el país y así fue terminada en julio de 1901; dicha capilla tiene por patrón a San Basilio nombre que se encuentra inscrito en la parte frontal de la capilla.
Actualmente se encuentra dividida en dos propiedades, que abarcan una considerable porción de terreno. La parte mejor conservada y restaurada, es la correspondiente a la fábrica de sidra Bodegas de Exquitlán S.A. de C.V., ocupando naves industriales de nueva construcción. La otra propiedad es la casa principal de la Hacienda, la cual permanece con ciertos daños por el tiempo transcurrido pero conservando su originalidad.

## Arquitectura
El inmueble está compuesto por la casa que comprende 20 cuartos, existiendo varias salas y comedores, con decoraciones de yeso representando: Ángeles, querubines, paisajes de naturaleza y rostros femeninos. Los techos también presentan diversos decorativos con inspiración art noveau y presenta un extenso jardín en donde se encuentra la capilla y se ubican establos, cuartos extras que utilizaban para guardar distintos objetos y unas pequeñas cavidades subterráneas, se cuenta que el gran apogeo de dicha hacienda fue en la época del Porfiriato.